# Byhalia
Byhalia é uma cidade  localizada no estado americano de Mississippi, no Condado de Marshall.
Nesta cidade, morreu William Faulkner, ganhador do Nobel de Literatura.

## Demografia
Segundo o censo americano de 2000, a sua população era de 706 habitantes. 
Em 2006, foi estimada uma população de 713, um aumento de 7 (1.0%).

## Geografia
De acordo com o United States Census Bureau tem uma área de 
7,4 km², dos quais 7,4 km² cobertos por terra e 0,0 km² cobertos por água. Byhalia localiza-se a aproximadamente 119 m acima do nível do mar.

## Localidades na vizinhança
O diagrama seguinte representa as localidades num raio de 28 km ao redor de Byhalia. 